# 북독일 연방 조약
북독일 연방 조약(독일어: Augustbündnis), 혹은 1866년 8월 18일 조약은 프로이센 왕국과 기타 북부, 중부 독일의 국가들 간의 조약으로, 이 조약을 통해 독일 제국의 전신인 북독일 연방이 수립되었다. 이 조약과 9월, 10월에 체결되는 일련의 다른 조약들은 종종 '8월 조약'으로 합쳐서 부르기도 하는데, 여기에 있는 조약이 모두 1866년 8월에 체결된 것은 아니다.
북독일 연방 조약은 1866년 여름 프로이센-오스트리아 전쟁의 종료 이후에 체결되었으며, 조약 체결 이후 1815년 성립된 독일 연방이 해체되었다. 내용은 다음과 같다:
- 군사 동맹과,
- 독일 연방을 위한 프로이센의 개혁 계획에 기초하여 동맹을 국민 국가로 전환하기로 합의하였다.

관련 독일 국가들은 1867년 2월 북독일 의회 선거에 참여했다. 한편, 북독일 연방의회와 정부는 1867년 7월 1일, 북독일 연방 헌법에 합의했다. 연방 국가인 북독일 연방은 1870년-1871년에 남부 독일 국가들로 확장되어 독일 제국이 되었다. 따라서 1866년 8월 조약은 현대 독일의 국민 국가를 수립한 최초의 법적 문서로 볼 수 있다.

## 서명과 내용
북독일 연방 조약은 1866년 8월 18일 베를린에서 오스트리아와 프로이센 간의 예비 평화 조약과 최종 평화 조약이 체결되는 사이에 체결되었으며, 이로써 공식적으로 프로이센-오스트리아 전쟁이 마무리되었다. 처음에 조약은 서명국들은 군사 동맹으로 묶고 공식적인 연방 창설을 합의하기로 협상했다. 조약에서는 1867년 8월까지 연방에 대한 합의라 이루어지지 않으면 협상 의무가 1년 후에 만료된다는 내용이 명시되어 있다.

번역된 조약의 전체 이름은 다음과 같다:
안할트, 브레멘, 브라운슈바이크, 함부르크, 리페, 뤼베크, 올덴부르크, 프로이센, 로이스슐라이츠, 작센알텐부르크, 작센코부르크고타와 작센, 샤움부르크리페, 슈바르츠부르크루돌슈타트, 슈바르츠부르크존더샤우젠, 발데크피르몬트 대공국 간의 1866년 8월 18일 베를린에서 서명된 동맹 조약.

프로이센의 주요 정치인에는 1862년부터 프로이센의 총리였던 오토 폰 비스마르크가 있었다. 프로이센의 민족 자유주의자들은 그에게 북부, 중부 독일의 작은 국가들에게 국가 헌법을 강제할 것을 촉구했지만, 비스마르크는 공식적인 합의를 바탕으로 새로운 국가를 만들려는 의도를 가지고 있었다. 이러한 비스마르크의 행동은 그가 나중에 통합하기를 원했던 남부 독일 국가들에 대한 신호이기도 했다. 비스마르크는 헌법 초안을 작성했고, 나중에 이 헌법은 북독일 연방 정부와 의회의 전신인 독일 의회에 의해 수정되었다.

## 서명국
프로이센 왕국은 북독일 연방 조약의 지배적인 서명국이었다. 조약의 다른 서명국들은 프로이센 왕의 지휘 하에 군사 동맹을 맹세했다.
다음 국가들은 8월 18일에 조약을 서명하고 1866년 9월 8일 비준서를 제출했다:
- 프로이센 왕국
- 올덴부르크 대공국
- 작센바이마르아이제나흐 대공국
- 안할트 공국
- 브라운슈바이크 공국
- 작센알텐부르크 공국
- 작센코부르크고타 공국
- 리페 후국
- 로이스게라 후국
- 샤움부르크리페 후국
- 슈바르츠부르크루돌슈타트 후국
- 슈바르츠부르크존더샤우젠 후국
- 발데크피르몬트 후국
- 자유 한자 도시 브레멘
- 자유 한자 도시 함부르크
- 자유 한자 도시 뤼베크

다음 국가들은 1866년 후반에 협정에 대한 비준서, 혹은 가입서를 제출했다:
- 메클렌부르크슈베린 대공국
- 메클렌부르크슈트렐리츠 대공국
- 헤센 대공국
- 로이스그라이츠 후국
- 작센마이닝겐 공국
- 작센 왕국

## 참고 문헌
- Clive Parry (ed), Consolidated Treaty Series (Dobbs Ferry, NY: Oceana, 1969) vol. 133, pp. 39–48 (text of treaty in German and English).
- James Wycliffe Headlam, Bismarck and the Foundation of the German Empire (New York: Putnam, 1899), ch. 12.